# WWE Experience
Experience è un programma televisivo prodotto dalla WWE e presentato da Kyle Edwards che riassume gli eventi che accadono nei programmi di Raw e SmackDown.

## Storia del programma
Andò in onda per la prima volta negli Stati Uniti nel maggio 2004 con la conduzione di Todd Grisham e Ivory, i quali presentavano il programma solitamente in esterna a New York. Quando le produzioni della WWE si spostarono sul canale USA Network nel settembre 2005 fu eliminato dai palinsesti statunitensi per essere rimpiazzato da A. M. Raw. Tuttavia la WWE continuò a produrre il programma esclusivamente per il mercato estero e vennero abbandonate le riprese esterne in favore degli studi della WWE a Stamford con la scusa che Grisham non voleva condurre il programma sotto la pioggia. Nel frattempo Ivory aveva abbandonato il programma perché licenziata dalla WWE qualche settimana prima della cancellazione dai palinsesti statunitensi.
Nel luglio 2006 Todd Grisham venne rimpiazzato alla conduzione da Josh Mathews, il quale nella sua prima puntata alla conduzione disse: «No reason, Todd's gone, [Josh is] here, deal with it» (in italiano: «Nessun motivo, Todd è andato, [Josh è] qui, fatevene una ragione»). Grisham continua a condurre occasionalmente qualche puntata del programma. Dopo il licenziamento di Mathews il programma viene affidato al canadese Kyle Edwards.
Experience è in onda come programma di riassunto per Raw e SmackDown nel Regno Unito, in Australia, nel sud dell'Asia, nell'America Latina e nelle Filippine. In Italia il programma è trasmesso da Sky Sport Arena. Una versione particolare di Experience con conduttori e produzione differenti va in onda in Canada.

## Conduttori
| Anno/i    | Ospite/i                   |
| --------- | -------------------------- |
| 2004–2005 | Ivory e Todd Grisham       |
| 2005–2006 | Todd Grisham               |
| 2006–2009 | Josh Mathews               |
| 2009–2011 | Jack Korpela               |
| 2011–2012 | Matt Striker               |
| 2012–2013 | Matt Striker e Renee Young |
| 2013–     | Renee Young                |

## Programmazione
Experience fu trasmesso dal maggio 2004 al settembre 2005 prima di essere ufficialmente rimosso negli Stati Uniti. Il programma va in onda ancora in alcuni mercati internazionali per adempiere agli impegni di programmazione.
| Paese                 | Canale                                            | Orario                                                        |
| --------------------- | ------------------------------------------------- | ------------------------------------------------------------- |
| Algeria               | Nessma TV                                         | Domenica, 18:00                                               |
| Australia             | One                                               |                                                               |
| Bahrein               | Bahrain TV                                        | Lunedì, 21:00                                                 |
| Bangladesh            | TEN Sports                                        | Domenica, 17:30, 23:00; lunedì, 8:00                          |
| Canada                | Sportsnet 360                                     | Domenica e lunedì alle 19:00                                  |
| Ciad                  | KSA                                               | Mercoledì, 21:00                                              |
| Costa Rica            | Repretel                                          | Domenica 19:00; mercoledì, 18:00                              |
| Filippine             | Solar Sports (2005–2012), Fox Philippines (2012–) | Domenica 18:00                                                |
| India                 | TEN Sports                                        | Domenica, 17:00, 22:30; lunedì, 19:30                         |
| Irlanda               | Sky 1 Sky Sports HD3                              | Domenica, 11:00                                               |
| Italia                | Sky Sport 2                                       | Lunedì, 18:45; martedì, 13:00; giovedì, 17:30; venerdì, 13:00 |
| Kuwait                | Kuwait TV                                         | Venerdì, 22:00                                                |
| Messico               | 52 MX                                             | Sabato, 24:00                                                 |
| Oman                  | Oman 2                                            | Domenica, 18:00                                               |
| Pakistan              | TEN Sports                                        | Lunedì, 21:00                                                 |
| Porto Rico            | WAPA-TV                                           | Domenica, 13:00                                               |
| Portogallo            | SIC Radical                                       | Domenica, 0:30                                                |
| Regno Unito           | Sky 1                                             | Domenica, 11:00                                               |
| Repubblica Dominicana | Antena Latina                                     | Sabato, 23:00                                                 |
| Singapore             | MediaCorp Channel 5                               | Venerdì, 23:00. Mercoledì, 1:00                               |
| Thailandia            | True Sport 2                                      | Lunedì, 20:00                                                 |